# Liste der geschützten Landschaftsbestandteile im Landkreis Börde
Die Liste der geschützten Landschaftsbestandteile im Landkreis Börde nennt die geschützten Landschaftsbestandteile im Landkreis Börde in Sachsen-Anhalt.

## Liste
| Bild                 | Nr.        | Bezeichnung                                                                   | Gemarkung                                          | Position                         | Beschreibung | Verordnung |
| -------------------- | ---------- | ----------------------------------------------------------------------------- | -------------------------------------------------- | -------------------------------- | --- | ---------- |
|                      | GLB0001BK_ | Wormsdorfer Salzwiesen                                                        | Wormsdorf                                          | 52° 8′ 26,9″ N, 11° 11′ 28″ O    | 4,2 ha großes Gebiet ca. 500 m nördlich der Ortslage Wormsdorf, südöstlich der Straße nach Eilsleben. Feuchtgrünland, das eine Salzquelle umschließt. Im Untergrund steht in geringer Tiefe Torf an. Auf den durch hohen Salzgehalt gekennzeichneten Flächen hat sich eine Salzvegetation ausgebildet, repräsentiert durch Salz-Binse (Juncus gerardii), Europäischer Queller (Salicornia europaea), Salz-Schuppenmiere (Spergularia salina) und Strand-Dreizack (Triglochin maritimum). Dazu Lebensraum salztoleranter Tierarten. Potentielles Habitat für Limikolen. | 2010       |
|                      | GLB0004BK_ | Kalkschotterhalde Drachenberg                                                 | Walbeck                                            | 52° 17′ 55″ N, 11° 4′ 0,1″ O     | 7,6426 ha. Ehemalige Halde eines Kalksteinabbaus, verschiedene Sukzessionsstadien. Standort verschiedener basiphiler Pflanzengesellschaften und ihrer typischen Vertreter. Lebensraum seltener und geschützter Tierarten, wie z. B. thermophile Heuschrecken. | 2012       |
|                      | GLB0002BK_ | GLB zum Schutz der Großtrappe (Otis tarda L. 1758), Schongebiet „Kreuzberg“   | Altenweddingen                                     | 51° 58′ 2,6″ N, 11° 31′ 19,2″ O  | Bestandteil eines komplexen Schutzprogramms für das Land Sachsen-Anhalt, bedeutende Trittsteinfunktion für verbliebene bzw. an der nordwestlichen Verbreitungsgrenze umherstreifende Tiere. | 2012       |
|                      | GLB0002BK_ | GLB zum Schutz der Großtrappe (Otis tarda L. 1758), Schongebiet „Henneberg“   | Blumenberg, Bottmersdorf, Schwaneberg              | 52° 0′ 54″ N, 11° 27′ 0″ O       | Bestandteil eines komplexen Schutzprogramms für das Land Sachsen-Anhalt, bedeutende Trittsteinfunktion für verbliebene bzw. an der nordwestlichen Verbreitungsgrenze umherstreifende Tiere. | 2012       |
|                      | GLB0002BK_ | GLB zum Schutz der Großtrappe (Otis tarda L. 1758), Schongebiet „Weiße Warte“ | Stadt Wanzleben, Klein Wanzleben                   | 52° 3′ 11,5″ N, 11° 23′ 52,8″ O  | Bestandteil eines komplexen Schutzprogramms für das Land Sachsen-Anhalt, bedeutende Trittsteinfunktion für verbliebene bzw. an der nordwestlichen Verbreitungsgrenze umherstreifende Tiere. | 2012       |
|                      | GLB0002BK_ | GLB zum Schutz der Großtrappe (Otis tarda L. 1758), Schongebiet „Seeberg“     | Domersleben, Groß Rodensleben                      | 52° 6′ 8,6″ N, 11° 24′ 14,4″ O   | Bestandteil eines komplexen Schutzprogramms für das Land Sachsen-Anhalt, bedeutende Trittsteinfunktion für verbliebene bzw. an der nordwestlichen Verbreitungsgrenze umherstreifende Tiere. |            |
|                      | GLB0002BK_ | GLB zum Schutz der Großtrappe (Otis tarda L. 1758), Schongebiet „Seeburg“     | Gröningen, Großalsleben, Kleinalsleben, Alikendorf | 51° 57′ 49,3″ N, 11° 16′ 12″ O   | Bestandteil eines komplexen Schutzprogramms für das Land Sachsen-Anhalt, bedeutende Trittsteinfunktion für verbliebene bzw. an der nordwestlichen Verbreitungsgrenze umherstreifende Tiere. | 2012       |
|                      | GLB0002BOE | Springe                                                                       | Langenweddingen                                    | 52° 2′ 47,4″ N, 11° 31′ 45″ O    | 4,4 ha. Feuchtgebiet am nördlichen Ortsrand von Langenweddingen, zwischen der B 81 und der Bahnlinie. Ehemaliger Bodenabbau, in dem sich Feuchtlebensräume und Stillgewässer entwickelt haben. | 1994       |
| Ohre in Haldensleben | GLB0032OK_ | Grünlandflächen in der Ohreniederung                                          | Haldensleben                                       | 52° 18′ 46,1″ N, 11° 22′ 52,7″ O | 942,5 ha. Geschützt sind alle Grünlandflächen, die innerhalb der Grenzen des geschützten Bereiches in den anmoorigen und moorigen Niederungen der Ohreaue liegen. Der Geltungsbereich umfasst das Gebiet der Stadt Haldensleben, d. h. die Gemarkungen Haldensleben, Wedringen, Satuelle und Uthmöden. Es wird gemäß Landschaftsplan angestrebt, die innerhalb der Grenzen des geschützten Bereiches liegenden Flächen in extensiv genutztes Grünland umzuwandeln. | 1997       |